# Coelophoris pluriplaga
Coelophoris pluriplaga är en fjärilsart som beskrevs av Pierre E.L. Viette 1956. Coelophoris pluriplaga ingår i släktet Coelophoris och familjen nattflyn. Inga underarter finns listade i Catalogue of Life.